# Captain Beyond
I Captain Beyond sono un gruppo rock statunitense formatosi a Los Angeles nel 1971.

## Storia del gruppo
La formazione originale del gruppo era composta dal cantante Rod Evans (ex Deep Purple), dal batterista Bobby Caldwell (ex collaboratore di Johnny Winter), dal chitarrista Larry "Rhino" Reinhardt (ex Iron Butterfly) e dal bassista Lee Dorman (anch'egli ex Iron Butterfly). Il tastierista Lewie Gold, anch'egli membro originale del gruppo, lasciò prima delle registrazioni del primo album.
Il primo eponimo album in studio Captain Beyond, è stato pubblicato nel 1972. In seguito Caldwell lasciò la band e venne sostituito con Brian Glascock.
In seguito ad altre modifiche della "line-up", nel 1973 viene registrato e pubblicato l'album Sufficiently Breathless, secondo disco in studio, prodotto da Phil Walden. Alla fine del 1973 il gruppo si dedica a un tour e poi decide di sciogliersi.
La band si riunisce nel 1976 con Willy Daffern alla voce, oltre a Bobby Caldwell, Larry "Rhino" Reinhardt e Lee Dorman. Dopo la pubblicazione del terzo disco Dawn Explosion, il gruppo si scioglie nuovamente.
Una nuova formazione, guidata sempre da Reinhardt e Caldwell, ridà vita al gruppo nel 1998. Viene pubblicato un EP di quattro tracce nel 2000. Da allora il gruppo si dedica quasi esclusivamente all'attività live, fino al 2003, anno in cui il gruppo si scioglie a causa dei problemi di salute di Reinhardt, che morirà nel 2012.
Nel 2013 il gruppo rinasce con una formazione nuova e dal 2015 riparte con i tour.

## Membri
- Larry "Rhino" Reinhardt - chitarra (1971–1973, 1973, 1976–1978, 1998–2003; deceduto nel 2012)
- Lee Dorman - basso (1971–1973, 1973, 1976–1978; died 2012)
- Rod Evans - voce (1971–1973, 1973)
- Bobby Caldwell - batteria, percussioni (1971–1973, 1973, 1976–1978, 1998–2003, 2013–)
- Lewie Gold - tastiera (1971)
- Guille Garcia - percussioni (1973)
- Reese Wynans - tastiera (1973)
- Brian Glascock - batteria (1973)
- Marty Rodriguez - batteria (1973)
- Jason Cahoon - voce (1976)
- Willy Daffern - voce (1976–1977)
- Jeff Artabasy - basso (1998–2003, 2015–)
- Dan Frye - tastiera (1998–2003)
- Jimi Interval - voce (1998–2003)
- Steve Petrey - chitarra (2000–2001)
- Allen Carmen - basso (2013–2015)
- Jeff "Boday" Christensen - chitarra (2013–)
- Simon Lind - chitarra, tastiera, voce (2013–)
- Don Bonzi - chitarra (2013–)

## Discografia

### Album in studio
- 1972 – Captain Beyond
- 1973 – Sufficiently Breathless
- 1977 – Dawn Explosion

### Album dal vivo
- 2002 – Far Beyond a Distant Sun - Live Arlington, Texas
- 2013 – Live Anthology

### EP
- 2000 – Night Train Calling

### Raccolte
- 2017 - Lost & Found 1972-1973